# Genesi (album)
Genesi è il primo album dell'etichetta Roccia Music, pubblicato il 18 ottobre 2013.
A sole 24 ore dalla sua pubblicazione, il disco è stato scaricato da più di 100.000 utenti.

## Il disco
L'album contiene una raccolta di brani estratti dai lavori ufficiali di ogni artista, con la partecipazione di: Jake La Furia, Gué Pequeno, Martina May, Bra, Mighty Cez, The Night Skinny, D-Ross e Prestige.
La copertina di Genesi, realizzata da Giorgio Di Salvo, riprende il celeberrimo affresco di Michelangelo Buonarroti la Creazione di Adamo della Cappella Sistina, ispirato dal libro della Genesi (1,27).

## Tracce
1. Corrado, Fred De Palma, Attila, Achille Lauro, Luchè, Marracash, Tayone – Genesi (prodotto da Shablo)
2. Luchè featuring Marracash – GVNC (prodotto da Pherro)
3. Fred De Palma – Lettera al successo (prodotto da Pherro)
4. The Night Skinny featuring Achille Lauro & Tayone – Benedetti stronzi (prodotto da The Night Skinny)
5. Attila featuring Jake La Furia – Aldilà (prodotto da Mighty Cez)
6. Corrado – Flashback (prodotto da D-Ross)
7. Marracash – Untitled (prodotto da Marz)
8. Luchè – Infame (prodotto da D-Ross)
9. Fred De Palma – F.D.P 2 (prodotto da Prestige)
10. Corrado – Stasera non torno (prodotto da Pherro)
11. Attila featuring Fred De Palma – Senza lacrime (prodotto da Deleterio)
12. Achille Lauro featuring Martina May – Scarpe coi tacchi 3 – La fine (prodotto da Bra)
13. Deleterio featuring Gué Pequeno, Marracash & Attila – Freddezza (prodotto da Deleterio)
14. Marz – Outro (L'angelo Remake) (prodotto da Marz)